# بارتولومئوس فن در هلست
بارتولومئوس فن در هلست (هلندی: Bartholomeus van der Helst؛ ۱۶۱۳، هارلم – 1670 (buried 16 December)) نقاش اهل هلند بود. هلست یکی از نقاشان پیشرو در زمینهٔ کشیدن پرتره در دوران طلایی هلند بود. او علاوه بر پرتره گاهی تصاویری از رویدادهای تاریخی و محتویات کتاب‌ها هم می‌کشید.

## نگارخانه

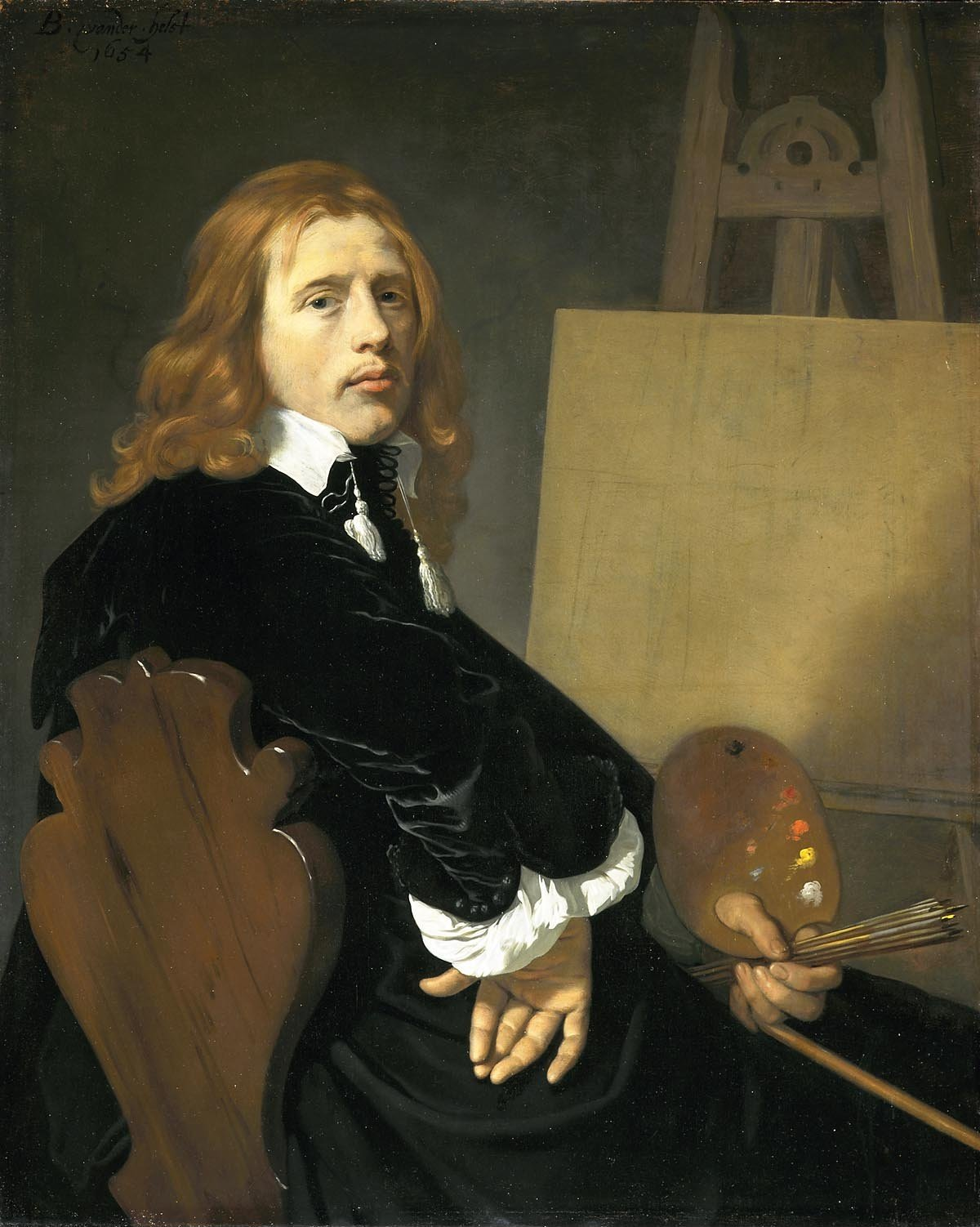
پرتره نقاش حیوانات پاولوس پوتر
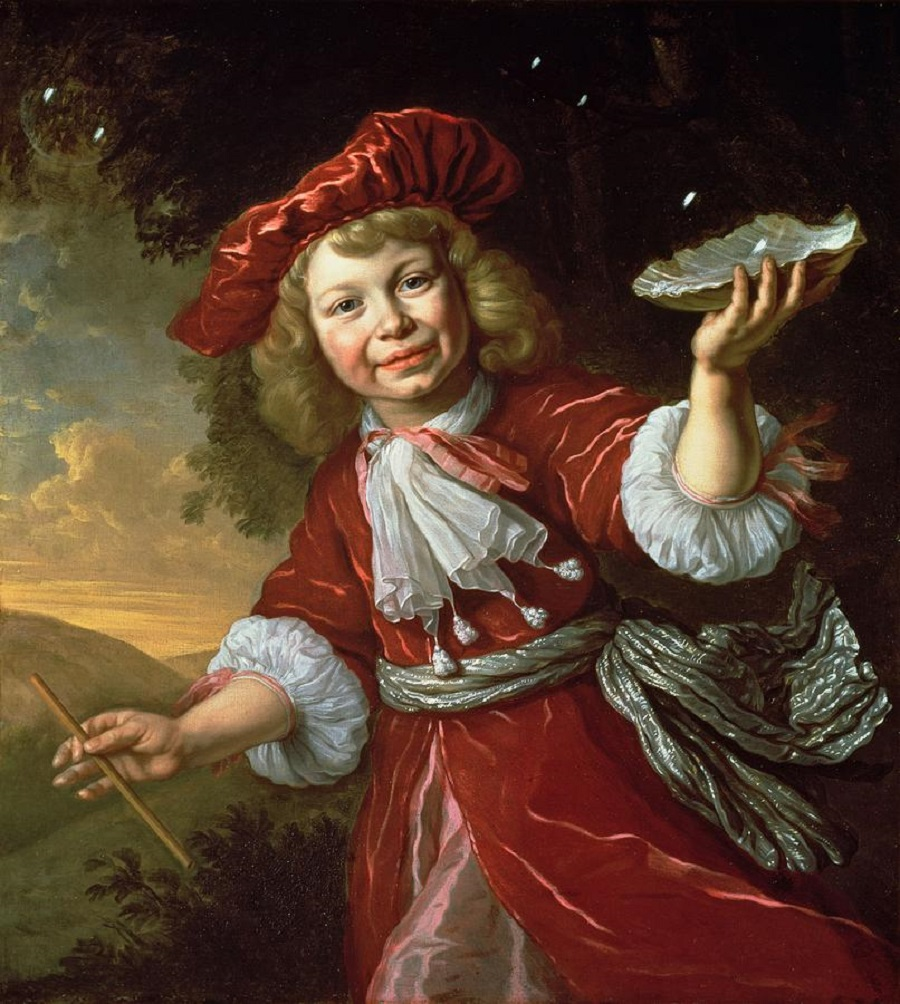
پرتره پسری که حباب درست می‌کند
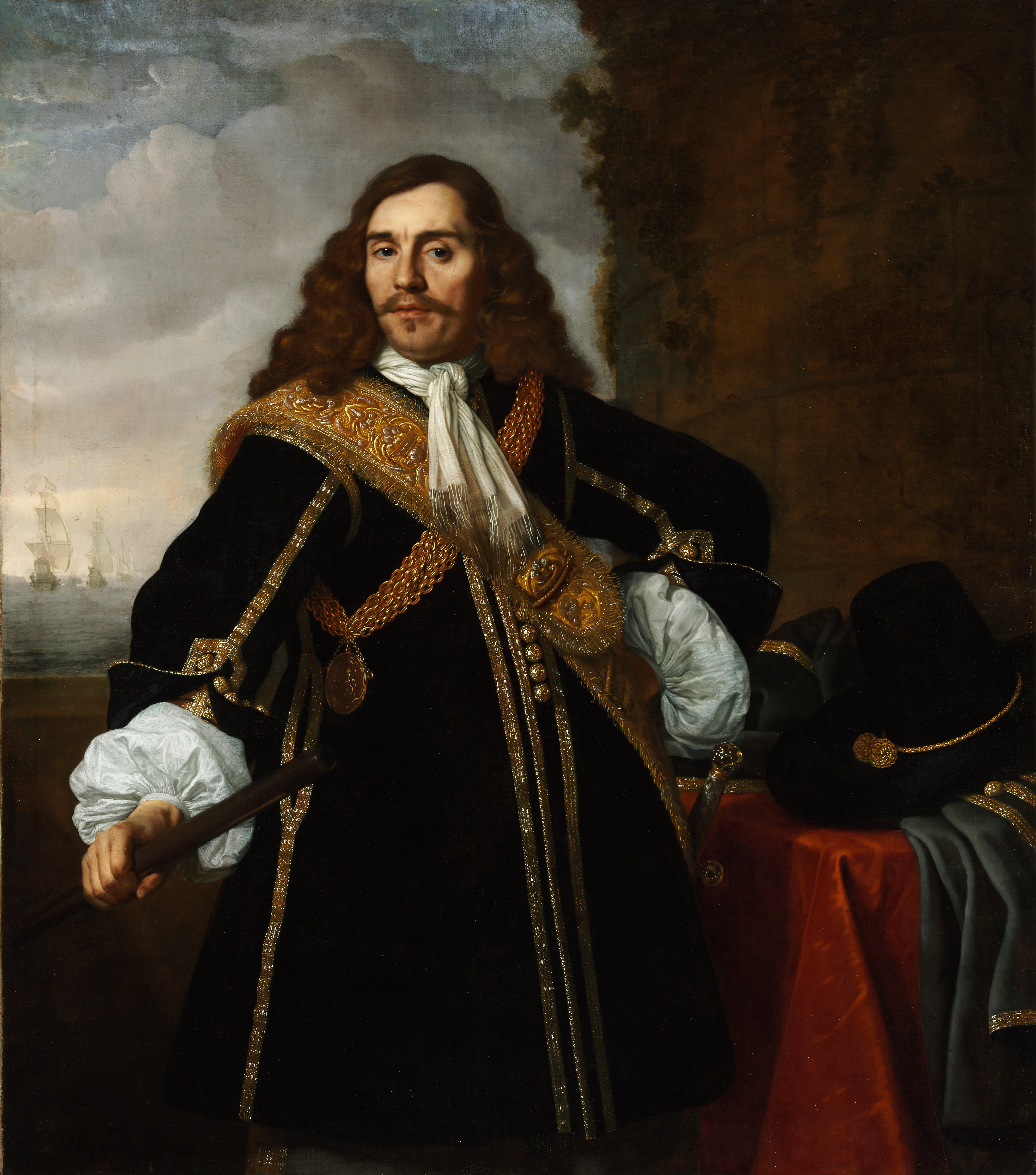
پرتره کاپیتان گیدون دو ویلت
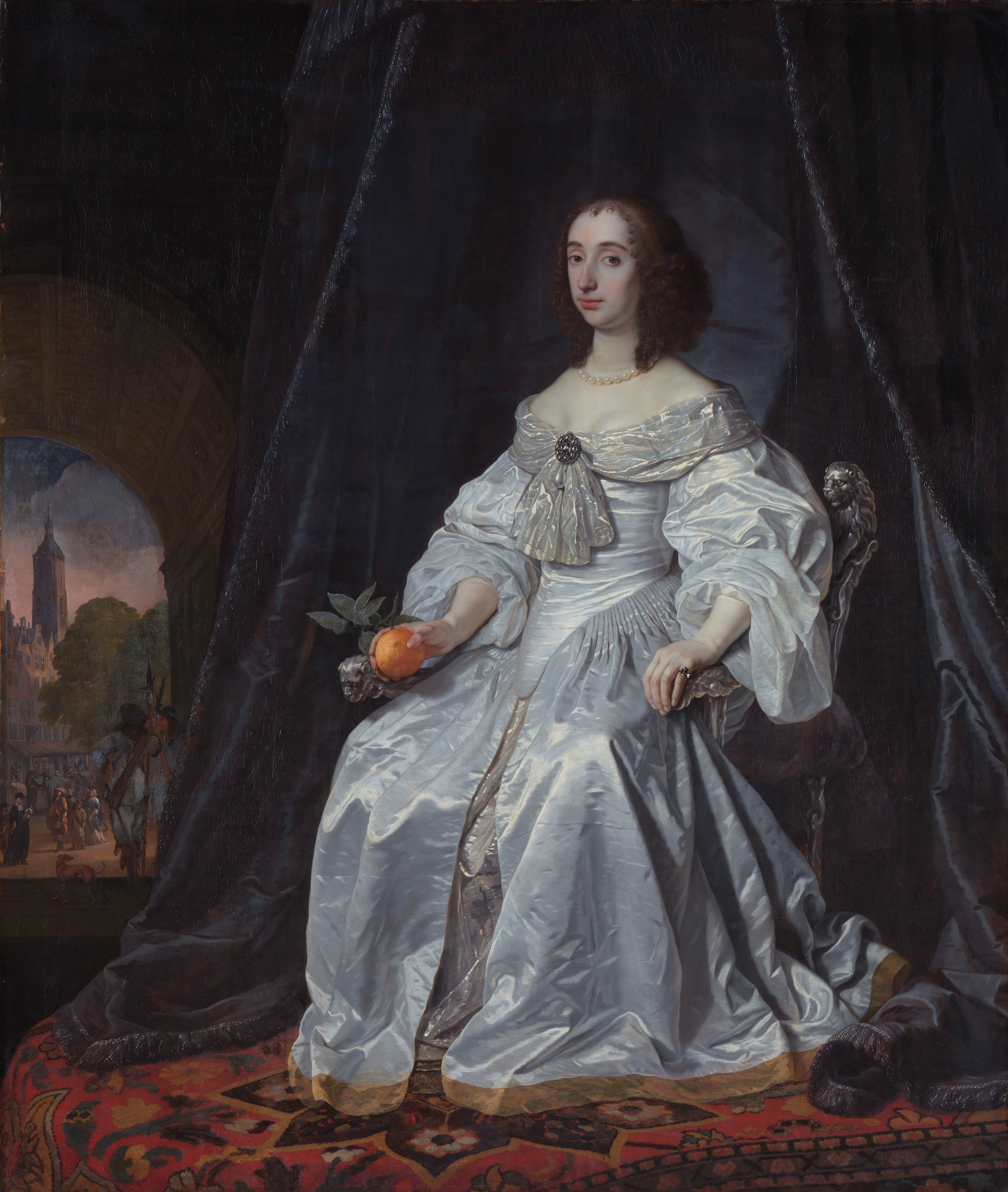
ماری، پرنسس اورانژ
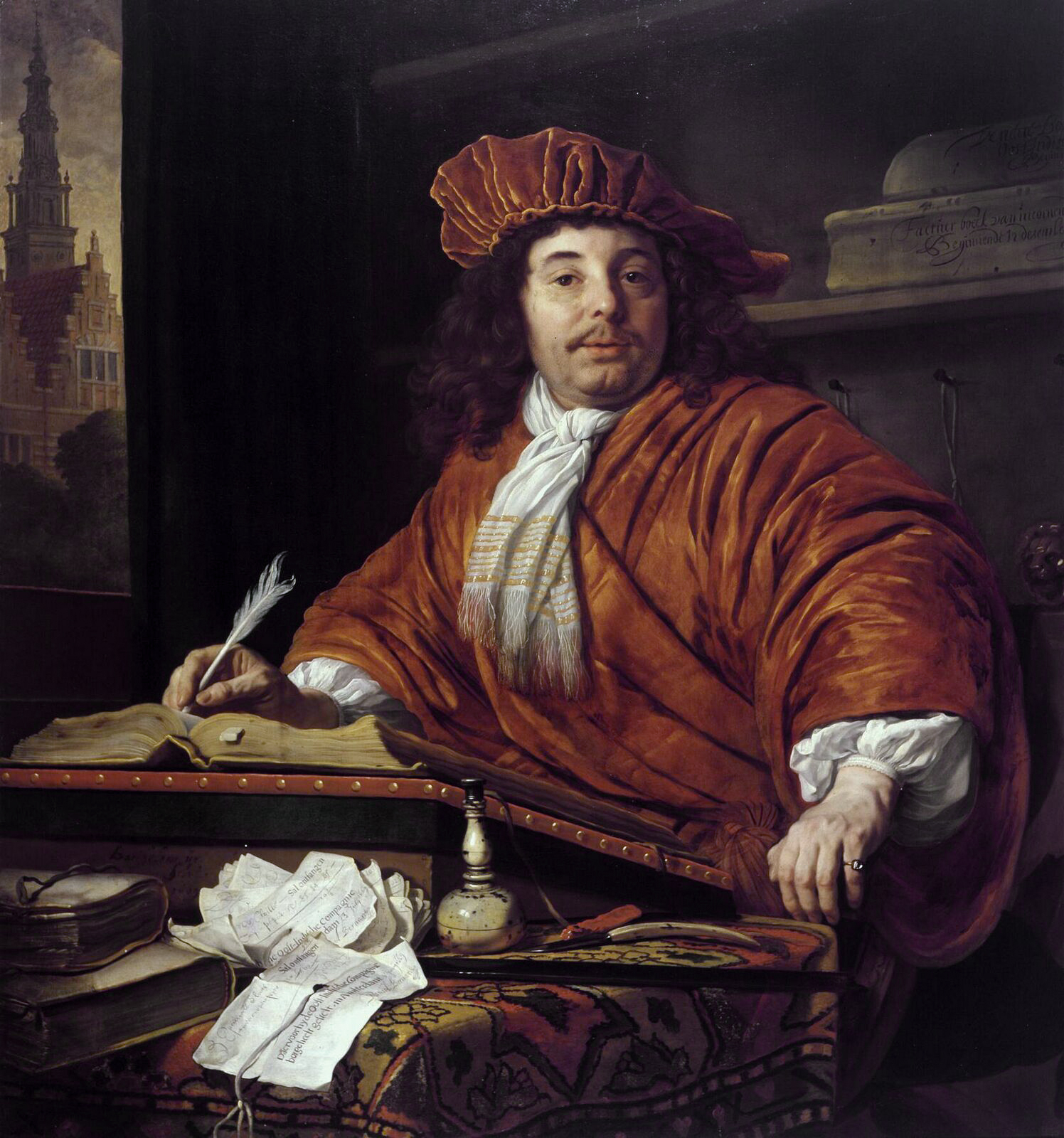
'صاحب کشتی دانیل برنارد
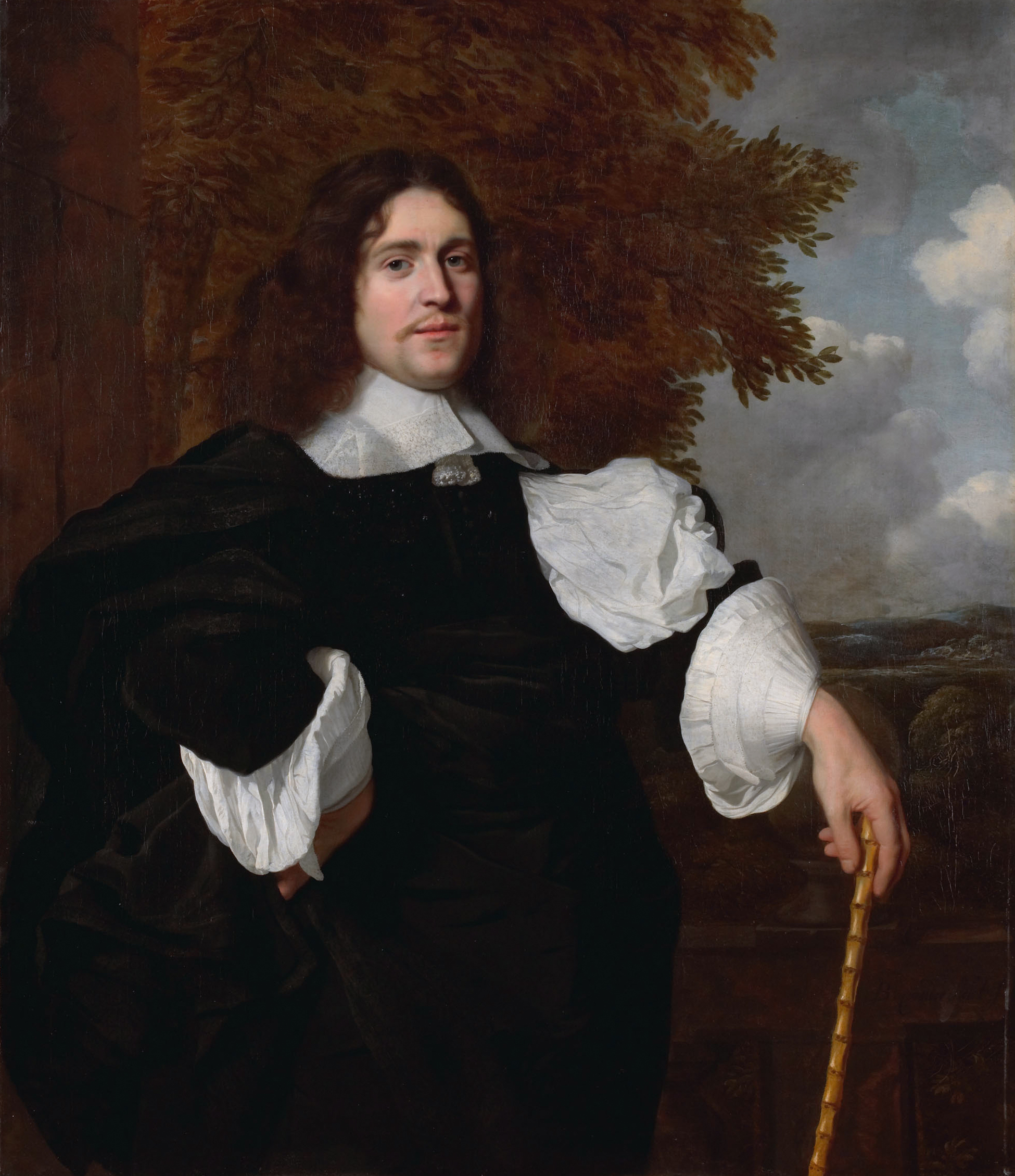
دلال اسلحه ژاکوب تریپ (۱۶۲۷-۱۶۷۰)
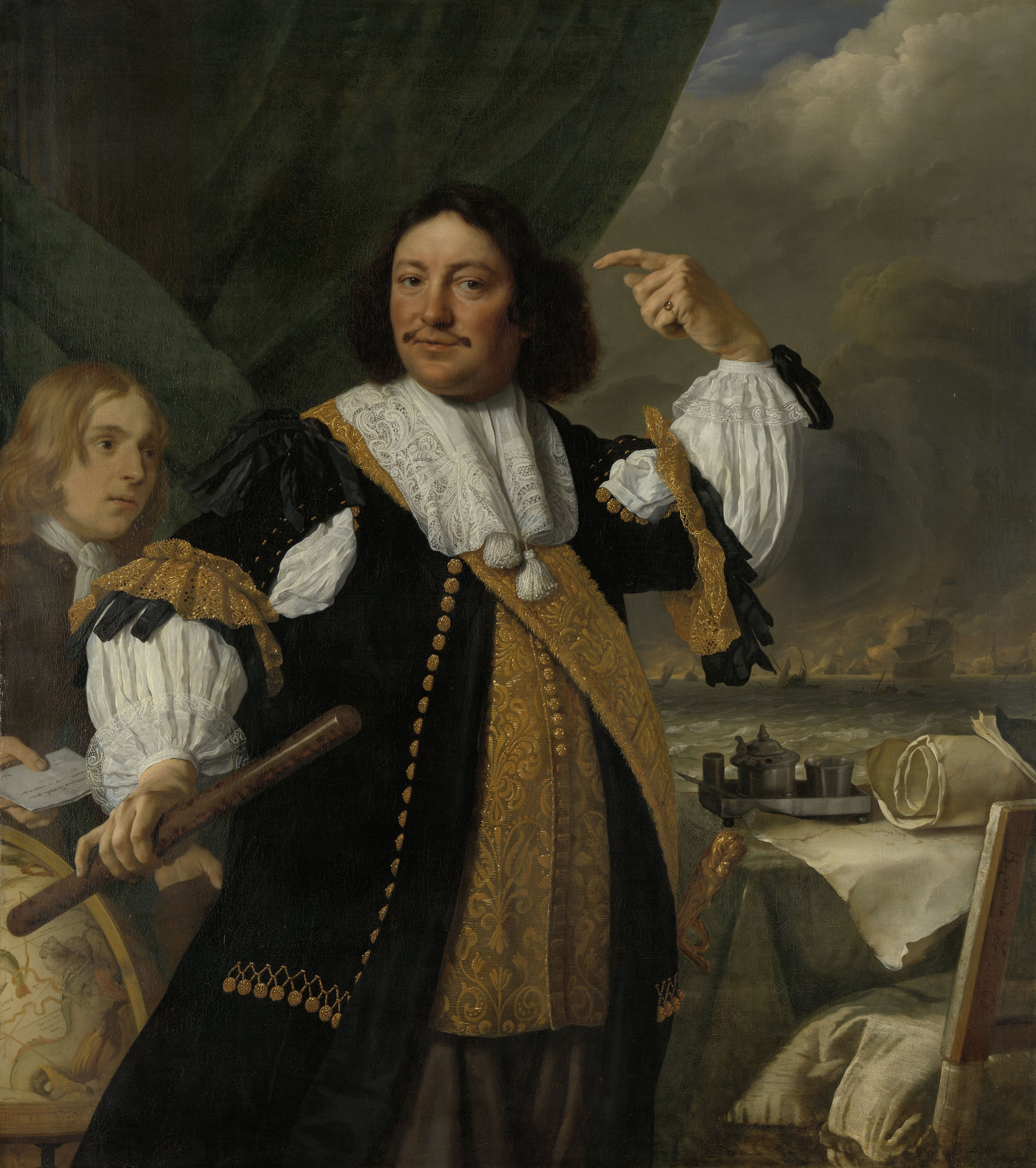
ستوان-دریاسالار آرت ون نس  (۱۶۲۶–۹۳)
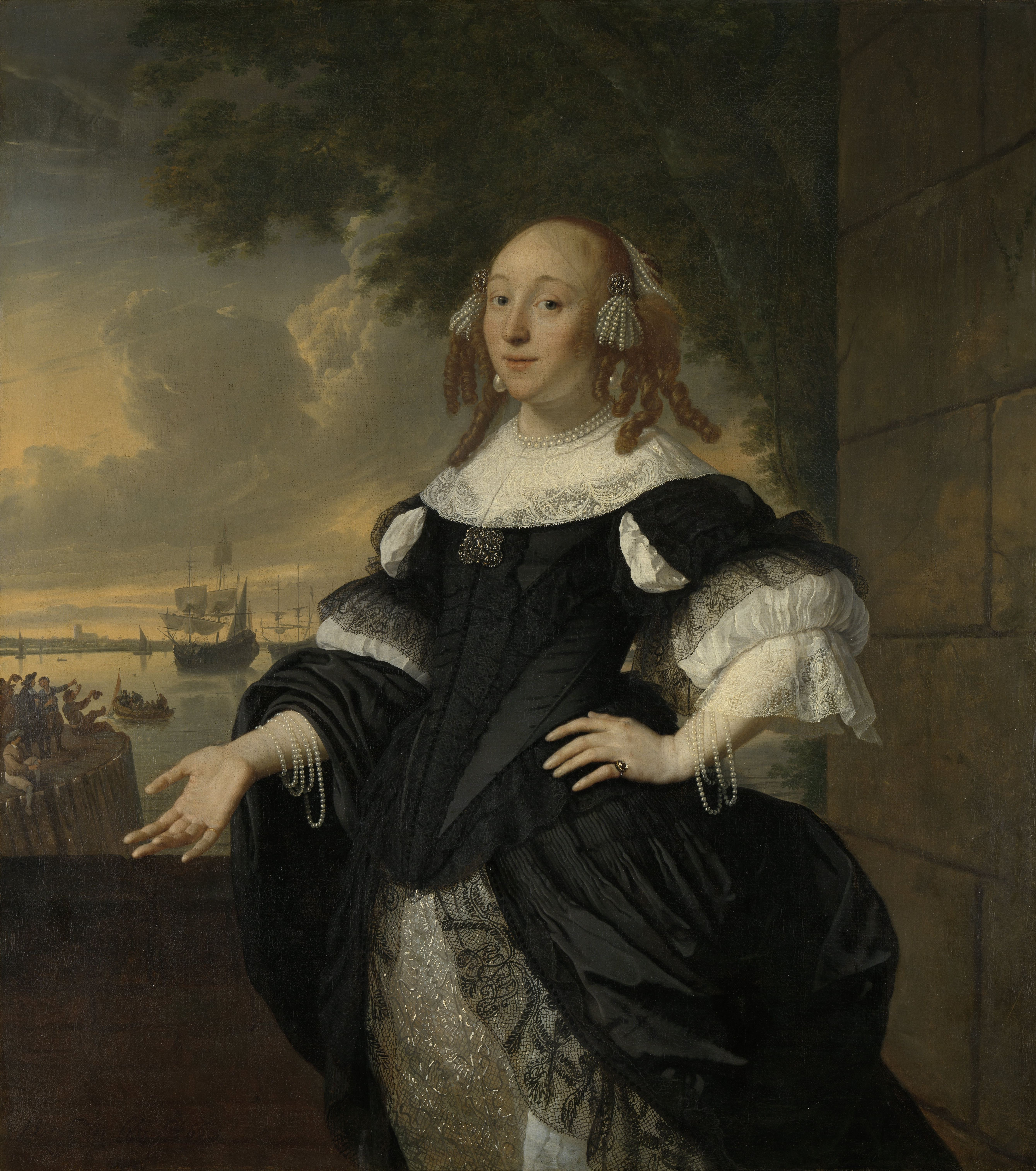
گریترودا دن دابلد، همسر ستوان-دریاسالار آرت ون نس
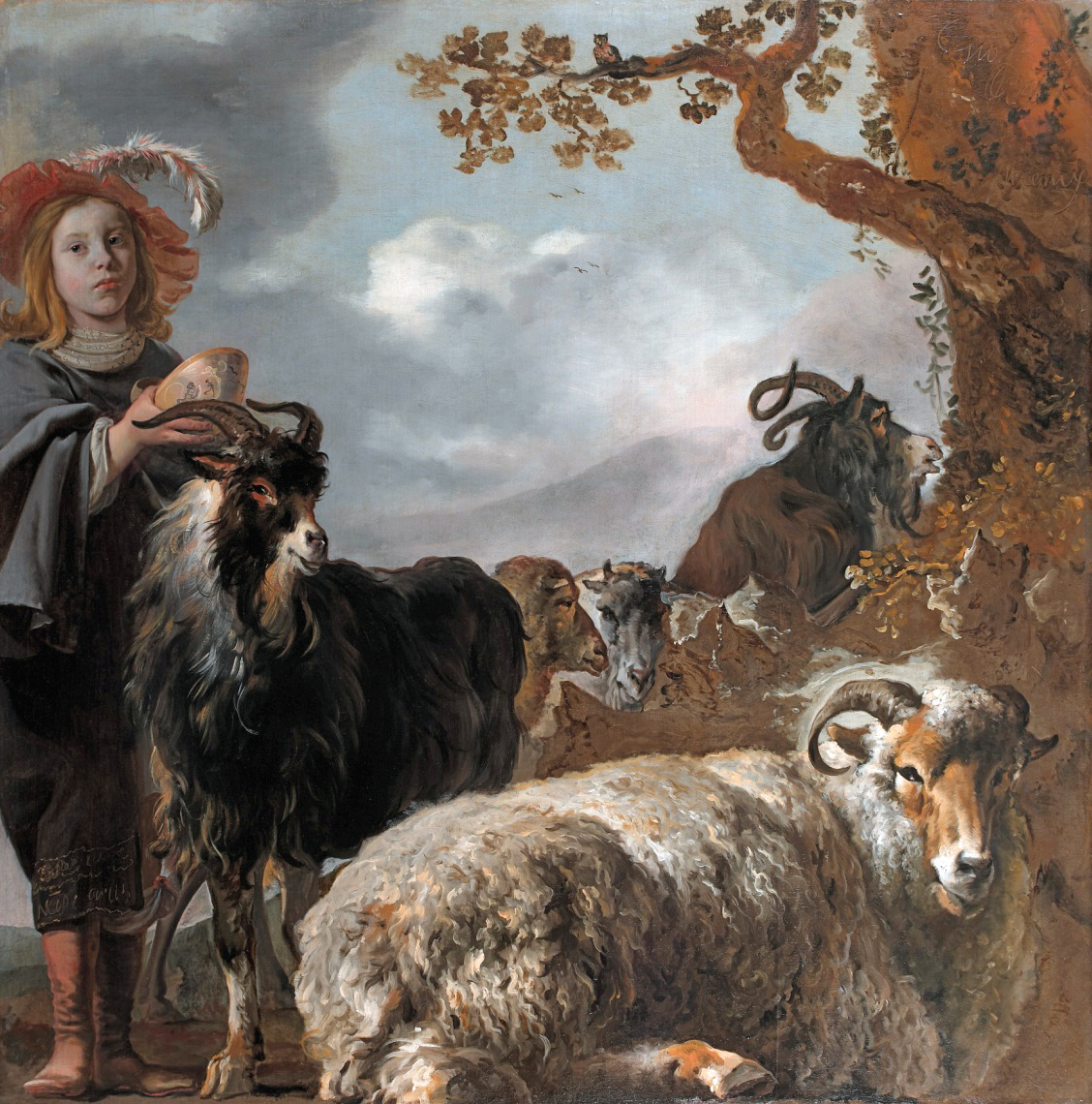
پسر چوپان با گوسفند و بز ، به همراه ژان باتیست وینیکس
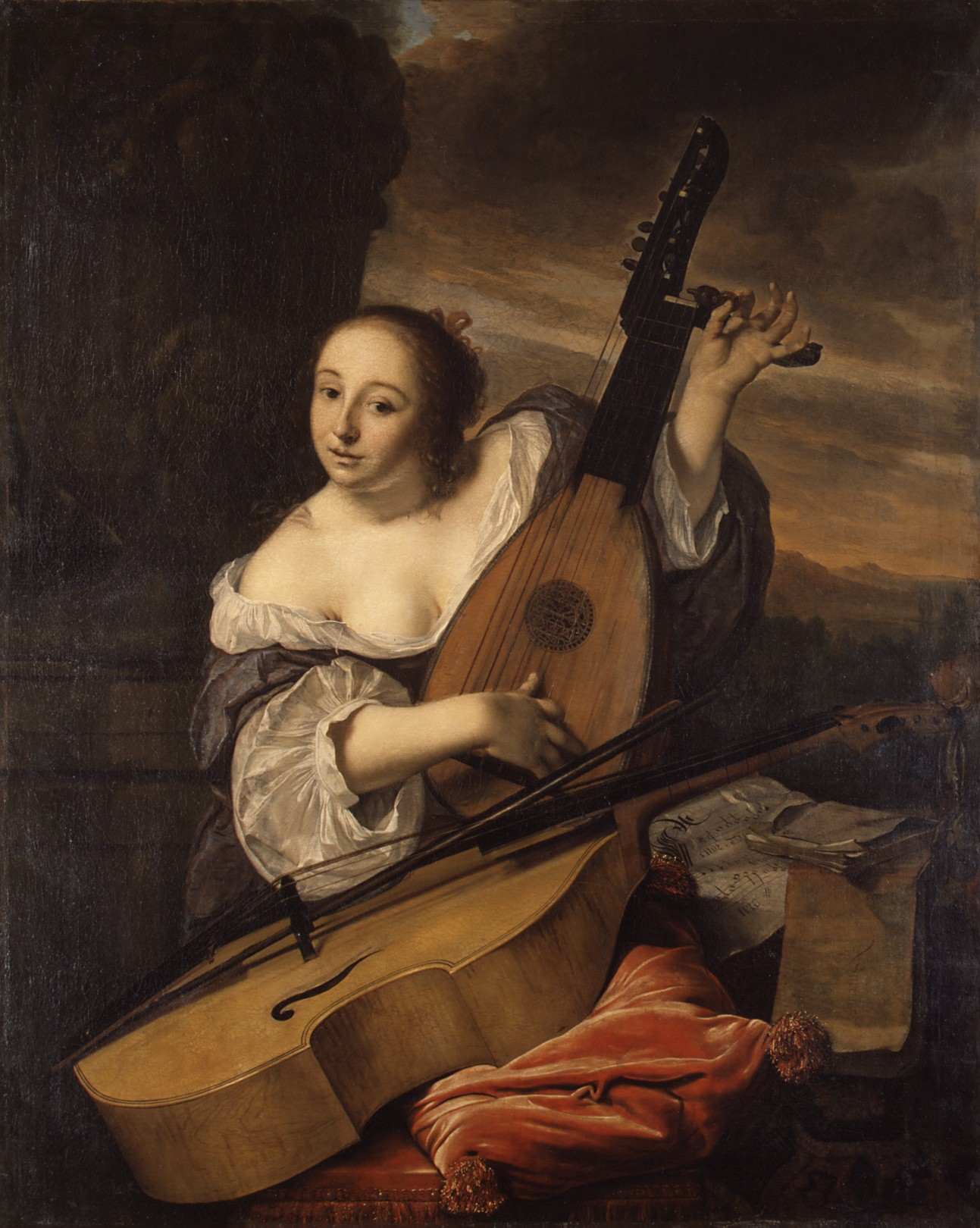
[[The Musician (New York, 73.2)|نوازنده، (نقاشی بارتولوموس وان در هلست)
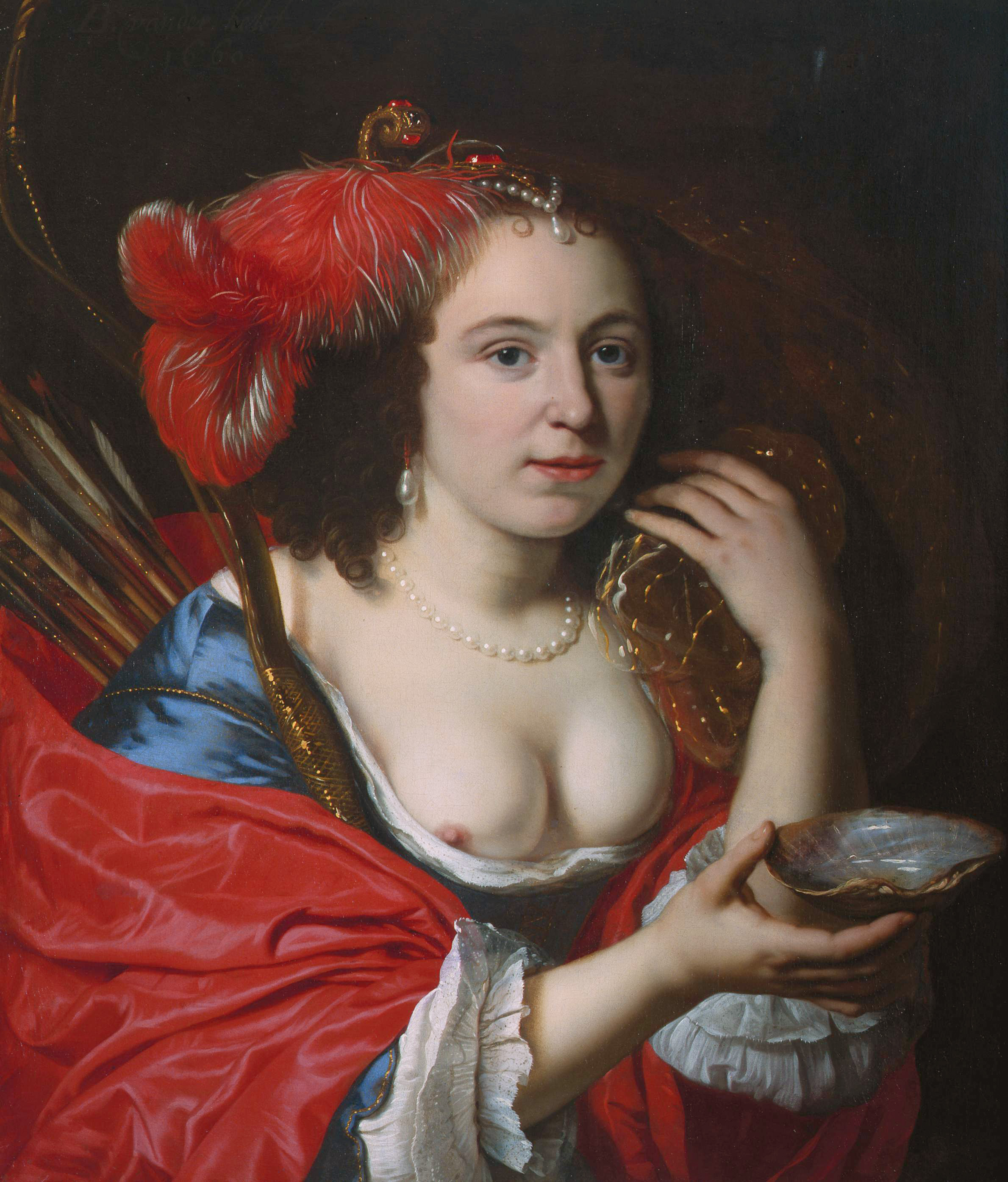
همسر این هنرمند آنا دو پیر به عنوان گرانیدا
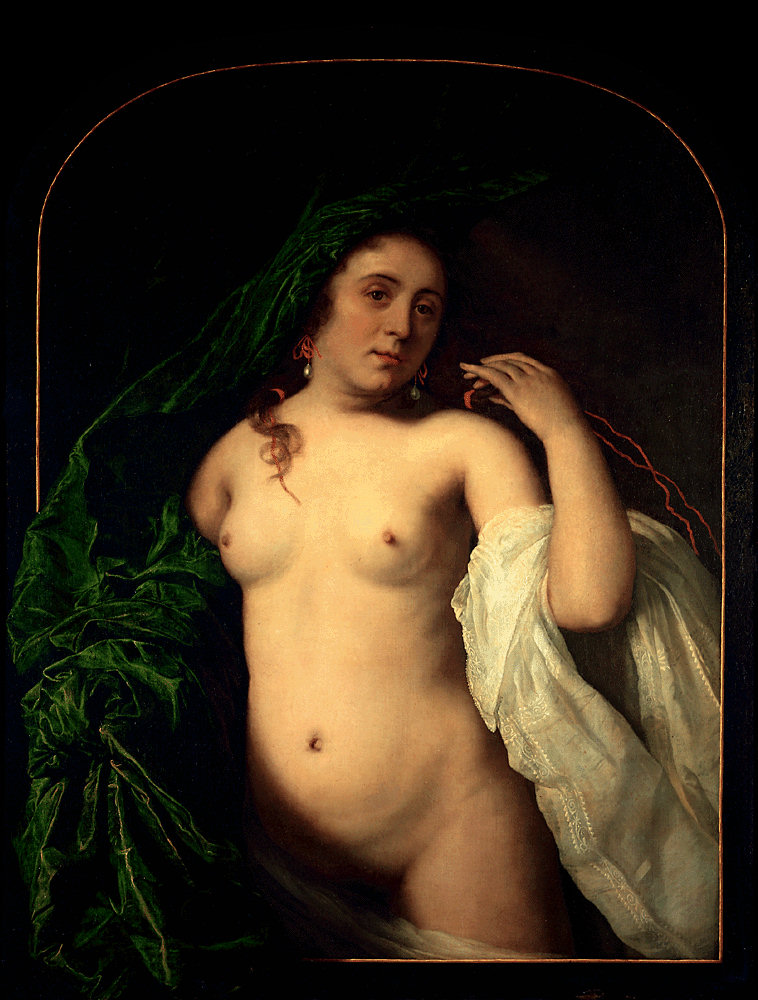
'زن جوان برهنه که پرده ای را بلند می‌کند